# Price (efternavn)
 For alternative betydninger, se Price. (Se også artikler, som begynder med Price)
Navnet Price er et patronym, der kommer af det walisiske "ap Rhys", der betyder "søn af Rhys". Det er et meget almindeligt efternavn blandt folk af walisisk herkomst.

## Efternavnet Price i Danmark
Efternavnet Price er kendt i Danmark siden slutningen af det 18. århundrede. Den danske Price-slægt kommer fra en engelsk kunstberiderfamilie, af hvilken James Price (1761-1805) i slutningen af det 18. århundrede kom til Danmark.
Se: Price (slægt)

## Bærere af efternavnet
Denne liste er ufuldstændig; hjælp gerne med at udfylde den.
- Adam Price (født 1968), dansk manuskriptforfatter, dramatiker og madanmelder.
- Albert Thorvald Joseph Price (1844-1927), dansk portrætmaler og skuespiller.
- Amalie Hagen f. Price (1831-1892), dansk danserinde og skuespillerinde.
- Birgitte Price (1934–1997), dansk skuespiller og teaterinstruktør.
- Carl Price, (1839-1909), dansk balletdanser og skuespiller.
- Ellen Price (1878–1968), dansk solodanser og skuespiller.
- James Price, (1761-1805), dansk artist, første medlem af Price-slægten i Danmark.
- James Price, (1801-1865), dansk artist.
- James H. Price (1878–1943), amerikansk politiker.
- James Price (født 1959), dansk komponist og kapelmester.
- John Price (1913-1996), dansk skuespiller og sceneinstruktør.
- Juliette Price (1831-1906), dansk balletdanser.
- Julius Price (1833–1893), dansk danser.
- Katie Price (født 1978), engelsk fotomodel.
- Leontyne Price (født 1927), amerikansk operasanger (sopran).
- Lindsay Price (1976), amerikansk skuespillerinde.
- Margaret Price (1941–2011), walisisk operasanger (sopran).
- Mathilde Juliane Engeline Price (1847-1937), dansk maler.
- Mischa Jemer Price (født 1977)
- Nick Price (født 1957), zimbabwisk golfspiller.
- Richard H. Price (født 1943), amerikansk fysiker.
- Sean Price (1972–2015), amerikansk rapper.
- Sophie Price (1833-1905), dansk balletdanserinde.
- Sterling Price (1809-1867), amerikansk politiker og generalmajor.
- Vincent Price (1911–1993), amerikansk skuespiller.